# Lipidogram
Lipidogram – badanie lipidów w osoczu krwi dostarczające informacji na temat stężenia poziomu całkowitego cholesterolu (TC), triglicerydów oraz stężenia frakcji lipoprotein wysokiej gęstości (HDL) i niskiej gęstości (LDL). Standardowo oznaczane są trzy pierwsze parametry, natomiast stężenie LDL jest obliczane przy użyciu wzoru Friedewalda. 

## Wykonanie badania
Tradycyjnie badanie wykonuje się na czczo (12–14 godzin przerwy w jedzeniu), natomiast zgodnie z aktualnymi (2016)wytycznymi Europejskiego Towarzystwa Miażdżycowego oraz European Federation of Clinical Chemistry and Laboratory Medicine (EFLM) jest zalecane jedynie w przypadku stwierdzenia poziomu trójglicerydów powyżej 400 mg/ml (5 mmol/l) i w takim przypadku również konieczne jest oznaczenie poziomu LDL metodą bezpośrednią, gdyż wartość obliczona jest niemiarodajna. Natomiast zgodnie z wytycznymi Europejskiego Towarzystwa Kardiologicznego] (ESC) i Europejskiego Towarzystwa Miażdżycowego (EAS) badanie powinno być wykonywane na czczo u pacjentów z cukrzycą, ciężkimi hiperlipidemiami oraz hipertrójglicerydemią. 

## Zakres norm
| Nazwa parametru                | Skrót nazwy | Dolny zakres normy | Dolny zakres normy | Górny zakres normy na czczo | Górny zakres normy na czczo | Górny zakres normy po jedzeniu | Górny zakres normy po jedzeniu |
| Nazwa parametru                | Skrót nazwy | mmol/l             | mg/ml              | mmol/l                      | mg/ml                       | mmol/l                         | mg/ml                          |
| ------------------------------ | ----------- | ------------------ | ------------------ | --------------------------- | --------------------------- | ------------------------------ | ------------------------------ |
| cholesterol całkowity          | TC          | 3,36               | 129                | < 5,00                      | < 190                       | < 5,00                         | < 190                          |
| lipoproteina wysokiej gęstości | HDL         | 0,99               | 39                 | 1,42                        | 55                          | 1,42                           | 55                             |
| lipoproteina niskiej gęstości  | LDL         | 1,8                | 70                 | < 3,00                      | < 115                       | < 3,00                         | < 115                          |
| trójglicerydy                  | TG          | 0,55               | 40                 | < 1,70                      | < 145                       | < 2,00                         | < 175                          |

## Interpretacja wyników
Zgodnie z aktualnymi zaleceniami (2016) Europejskiego Towarzystwa Kardiologicznego (ESC) i Europejskiego Towarzystwa Miażdżycowego (EAS) stężenie cholesterolu całkowitego (TC) służy do określenia ryzyka sercowo-naczyniowego za pomocą skali SCORE oraz do obliczania stężenia lipoprotein niskiej gęstości (LDL), natomiast podstawowym parametrem jest stężenie lipoprotein niskiej gęstości (LDL). Stężenia lipoproteiny wysokiej gęstości (HDL) powyżej 40 mg/ml (1,0 mmol/l) u mężczyzn, oraz 48 mg/ml (1,2 mmol/l) u kobiet oraz trójglicerydów poniżej 150 mg/ml (1,7 mmol/l) jest związane z niższym ryzykiem chorób układu sercowo-naczyniowego. 
W aktualnych wytycznych wprowadzono nowy obliczany parametr lipidogramu, którym jest stężenie cholesterolu nie-HDL, uzyskiwany poprzez odjęcie stężenia lipoproteiny wysokiej gęstości od stężenia całkowitego cholesterolu (nie-HDL = TC- HDL) i został on określony jako drugorzędowy po cholesterolu LDL cel terapeutyczny. 
|             | Ryzyko incydentu sercowo-naczyniowego | Ryzyko incydentu sercowo-naczyniowego | Ryzyko incydentu sercowo-naczyniowego | Ryzyko incydentu sercowo-naczyniowego |
| bardzo duże | duże                                  | umiarkowane                           | niskie                                |                                       |
| ----------- | ------------------------------------- | ------------------------------------- | ------------------------------------- | ------------------------------------- |
| LDL         | < 70 mg/ml < 1,8 mmol/l               | < 100 mg/ml < 2,6 mmol/l              | < 115 mg/ml < 3,0 mmol/l              | < 115 mg/ml < 3,0 mmol/l              |
| nie-HDL     | < 100 mg/ml < 2,6 mmol/l              | < 130 mg/ml < 3,4 mmol/l              | < 145 mg/ml < 3,8 mmol/l              | < 145 mg/ml < 3,8 mmol/l              |